# 伍茲氏花鮨
伍茲氏花鮨為輻鰭魚綱鱸形目鱸亞目鮨科的其中一種，分布於西大西洋區的美國佛羅里達州Dry Tortugas海域，棲息深度256-461公尺，體長可達20.8公分，為底棲性魚類，生活習性不明。

## 擴展閱讀
維基物種上的相關：伍茲氏花鮨